# Mohammed Gholam
Mohammed Gholam (Catar; 8 de noviembre de 1980) es un exfutbolista de Catar que jugaba en la posición de centrocampista. Actualmente es dirigente del Al Sadd SC.

## Carrera

### Club
Jugó toda su carrera con el Al Sadd SC de 1997 a 2010, con el que fue campeón nacional en cuatro ocasiones, ganó 15 copas nacionales y un torneo internacional.

### Selección nacional
Jugó para Qatar en 27 ocasiones de 2000 al 2008 y anotó un gol, el cual fue el 14 de octubre de 2000 en el empate 1-1 ante Uzbekistán en Sidón por la Copa Asiática 2000. Participó en tres ediciones de la Copa Asiática y en los Juegos Asiáticos de 2002.

## Logros

### Club
- Liga de fútbol de Catar: 4

1999–2000, 2003–04, 2005–06, 2006–07
- Copa del Emir de Catar: 5

1999–2000, 2000–01, 2002–03, 2004–05, 2006–07
- Copa Príncipe de la Corona de Catar: 5

1998, 2003, 2006, 2007, 2008
- Copa del Jeque Jassem: 4

1997, 1999, 2001, 2006
- Copa de las Estrellas de Catar: 1

2010
- Liga de Campeones Árabe: 1

2001

### Individual
- Mejor futbolista catarí en 2002 y 2003
- Mejor futbolista por la Falcon Sports Magazine en 2002 y 2003
- Futbolista del Año del Al-Sadd en 1999 y 2000
- Mejor futbolista asiático del mes en mayo de 2003